# Ridgeway, Alaska
Ridgeway är en ort i Kenai Peninsula Borough i delstaten Alaska, USA.